# Anjos do Sol
Ángeles del Sol (Anjos do Sol, en portugués) es una película brasileña de 2006 dirigida por Rudi Lagemann. Trata el tema de la explotación y prostitución de menores, práctica ilegal perseguida en Brasil, aunque muy extendida, donde, según narra la película, habría cien mil las niñas y adolescentes sexualmente explotadas. Está inspirada en hechos reales recogidos por el periodista Gilberto Dimenstein y publicados en el libro Meninas da Noite.
De hecho, el director había pensado en elaborar un documental para revelar la dureza y actualidad del tema, pero acabó realizando una película de ficción para resolver el problema de mostrar a menores, al tiempo que le permitía presentar el tema desde la experiencia directa de los personajes de la ficción. La película ha sido censurada en Europa o, al menos restringida su difusión, por causa de su crudeza.

## Argumento
Maria es una adolescente de 12 años que vive en un pueblo perdido en el nordeste de Brasil, en una zona semidesértica y muy pobre. Durante el verano de 2002 es vendida por los padres a un comerciante de niñas. Con él, la niña empieza su viaje hacia un destino fatal: Maria llega a una pequeña ciudad en la que se reúne con otras niñas, a las que montan en un camión dentro de jaulas con destino a la Amazonia. Allí, la protagonista es subastada y un hombre  la compra para celebrar el cumpleaños de su hijo. Defraudado por la niña, el hombre la lleva a un pueblo donde la revende a Saraiva, el dueño de la “casa vermelha”, un prostíbulo para los maderistas, donde las chicas tienen que atender sexualmente a cientos de hombres. Desesperada por tantos abusos, María intenta huir con una compañera pero las alcanzan y las devuelven a la vida de abusos, castigos e injusticias, no sin antes darles un castigo ejemplar: mientras a María le perdonan la vida, a su amiga, por su actitud más desafiante, la matan arrastrándola con una camioneta por la carretera de tierra.

## Preproducción
El director, Lagemann, escribió también el guion de Anjos do Sol a partir de artículos de noticias reales aparecidos en varios periódicos brasileños, textos de ONGs y otras entidades que trabajan con el problema; entrevistas con terapeutas y médicos que también trabajan en este ámbito y utilizando informaciones de documentales.
La idea partió de un artículo que contaba la vida de una chica a la que llamaban “50 centavos” (50 céntimos), que era el precio que la niña cobraba por un servicio sexual en una pequeña ciudad de Pernambuco. Los diálogos fueron escritos a partir de varios documentos que relatan las historias de las niñas, así que el director pudo captar su manera de hablar, la jerga utilizada y la manera en que escondían las verdades y las mentiras que contaban.
El reparto está compuesto por algunos actores conocidos, pero también otros desconocidos. Lagemann declara haber escrito el papel de Tadeu y de Saraiva para los actores que efectivamente los han interpretado: Chico Díaz y Antonio Calloni. En cuanto a Darlene Gloria (en el papel de Vera) fue sorprendente su regreso al cine después de años de ausencia tras su conversión a la religión evangélica. Bianca Comparato (Inês), según declara Rudi Lagemann fue escogida no tanto para su fama, como por su talento, pues incluso tuvieron que empeorar su aspecto físico porque era muy sensual, según el director. Fernanda Carvalho (María), que es la  protagonista y gran revelación de la película, fue escogida entre 700 niñas que enviaron su candidatura. Había empezado su carrera en el teatro, característica que Lagemann buscaba para evitar escoger una protagonista ya conocida.
Los ensayos con los actores constituyeron buena parte del trabajo, las actrices trabajaron mucho con el director, viendo documentales sobre la prostitución en la India e incluso películas de ficción que no tenían nada que ver con el tema como en el caso de Encantadora de Baleias, protagonizada también por una niña de 12 años (Keisha Castle-Huges).
El problema de trabajar una cuestión tan dura como el comercio sexual con un reparto compuesto en parte por menores de edad obligó Lagemann a prevenir posibles traumas psicológicos para las actrices. Para ello contrató dos preparadoras de elenco, Paloma Riani y Helena Varvaki, en apoyo a las chicas. El trabajo que hicieron fue también corporal, para que las actrices pudieran entrar realmente en el personaje. Además los padres siempre siguieron a las actrices en el proceso de preparación de la película: las acompañaron a los ensayos y al rodaje y leyeron el guion antes que las chicas. Además Lagemann envió el guion y informaciones sobre el proyecto al Juizado de Menores do Rio que lo autorizó el proyecto por considerarlo un trabajo serio y no sensacionalista.

## Producción
El guion de Anjos do Sol fue el resultado de una búsqueda que duró nueve años y recibió un estímulo importante cuando fue analizado por un laboratorio del Instituto Sundance en Río de Janeiro. Sin embargo la expectativa de que “Grife Sundance” financiase el proyecto no se cumplió y el proyecto quedó parado un año y solo volvió a ser retomado cuando Anjos do Sol ganó un concurso del Ministerio de la Cultura para producciones de bajo coste en que obtuvo 800 mil reais. La financiación racaudó al final cerca de 1,5 millones de reais. El resto de la financiación fue a través de la productora CaradeCao (400 mil reais), la coproductora Globo Filmes (100 mil reais) y la venta de los derechos del DVD (200 mil reais).
El bajo presupuesto obligó a que los cachés del equipo fueran dignos, pero casi simbólicos. Además la cámara y las luces fueron prestadas respectivamente por la VideoFilmes y Apema (esta última participó como productora asociada de la película). El dinero se gastó en aquello que era imprescindible comprar: negativo, gasolina y comida.
El rodaje duró seis semanas: una en Bahía y cinco en Río de Janeiro. Solo las escenas iniciales, en la playa y las del camino entre los cactus, se rodaron en exteriores y para el resto se recurrió a un local reconstruido. El bajo presupuesto obligó a que se encontraran soluciones económicas: por eso el escenógrafo (Levi Domingos) consiguió tres furgones de madera que fueron colocados dentro de un manicomio en Río de Janeiro; las tres semanas de rodaje en Río fueron compartidas con los enfermos del hospital psiquiátrico, compromiso necesario para resolver el problema de la escasez de fondos. Además, al tratarse de un lugar real tuvieron problemas de ruidos o del paso de la gente y los autobuses en la calle que aparece en la película, con lo que Lagemann tuvo que planear dónde colocar la cámara y trabajar mucho con el equipo para encontrar soluciones.

## El mensaje simbólico y la denuncia
El propósito fundamental de la película era de crear un debate, provocar algo, dar un nombre a una realidad aún escondida y desconocida. Es por eso que Lagemann escogió realizar una película de ficción y no un documental con las caras de las víctimas cubiertas o desenfocadas: porque sostiene que, si no se ven las caras, se mantiene una distancia ante el problema. El objetivo fue ponerle una cara a la cuestión para que resultase más evidente.
Lagemann también declara que la película puede leerse como una metáfora de la evolución histórica de Brasil porque Bahía, que aparece en la primera parte representaría el lugar de llegada de Cabral después la película se mueve hacia el interior del país, la Amazonia, como los pioneros que llegaron a la floresta, y al final aparece Río de Janeiro como emblema de las migraciones hacia las grandes ciudades.
El tema social en el cine brasileño no es una novedad, entre las otras, está presente en películas sobresalientes como Cidade de Deus y Rio, 40 Graus. Lagemann pone de manifiesto el hecho de que en Brasil solo se puede hacer un cine para el combate de la violencia pero hay cosas que el público no quiere ver, porque son demasiado sórdidas (como una niña de 4 o 5 años prostituyéndose) y por eso el trabajo del equipo es vencer el natural rechazo del espectador hacia un tema tan duro, creando una atmósfera estética delicada.
La película tuvo un gran éxito en Brasil: Lagemann declara haber pasado una época después del rodaje trabajando con organizaciones y entes públicos que se están movilizando para hacer progresos en la legislación contra el tráfico de seres humanos y la prostitución infantil.
En Europa, la película fue censurada y no se proyectó en salas. El director recibió algunas propuestas de comercialización internacional de la película, pero todavía no se han concretado. Está disponible el DVD de la película en lengua original y con subtítulos en portugués e inglés.

## Aspectos técnicos
La película se grabó con una cámara en formato 35 mm lo que contribuyó a darle un aire más natural. Aunque se grabó en video HD 1080p para pantalla ancha en su proyección cinematográfica, también se hizo una versión 4:3 para la emisión televisiva.
A pesar de que la temática tratado sea dura y muestre una realidad cruel, Lagemann escogió tratar la imagen de una forma delicada y estéticamente agradable. Contribuye a esto el tratamiento fotográfico. El propósito de Lagemann fue hacer un poco más digerible una realidad tan sórdida y cruel. También declaró que su propósito fue dar credibilidad con una apariencia de documental. Siempre con la intención de cautivar a un público que no está preparado para enfrentarse con la crudeza de la realidad y que necesita ver la realidad edulcorada.
Algunos recursos técnicos se repiten a lo largo de toda la película como por ejemplo la cámara que rota en torno de los primeros planos de las niñas, presente a partir del momento del abandono de los padres por parte de Maria, que prepara también el clímax de intensidad de la escena del castigo de Inês y que se retoma al final de la película.
Lagemann afirma soler grabar muy rápido, con pocas tomas, sobre todo trabajando con niñas. A esto contribuye seguramente su larga preparación antes de encontrarse frente a su primer largometraje: había trabajado de asistente de dirección en veinte películas y ya había dirigido más de 300 anuncios publicitarios.

## Música
La música de la película fue compuesta por Felipe Radicetti, Flu y Nervoso bajo las indicaciones del mismo director, Rudi Lagemann. Además de músicas compuestas especialmente para la película aparecen piezas de Bach, Eliezer Setton y Francisco João.

## Premios
- Festival Internacional de Cine de Miami (2006)
  - Mejor Filme Iberoamericano – ganó el premio de Júri Popular
- Festival de Gramado (2006)
  - Mejor película
  - Mejor Guion
  - Mejor editor
  - Mejor actor (Antonio Calloni)
  - Mejor actor secundario (Octávio Augusto)
  - Mejor actriz secundaria (Mary Sheila)
- Premio ACIE de cine
  - Mejor actor (Antonio Calloni)
- Premio contigo!
  - Mejor actor secundario (Antonio Calloni)[1]

## Curiosidades
- Es el primer largometraje dirigido por Rudi Lagemann;
- El guion de Anjos do Sol fue una adaptación libre basada en artículos publicados en la prensa de Brasil.
- Esta es la 2.ª película en que Otávio Augusto y Vera Holtz actúan juntos. El anterior fue Bendito Frut;
- Esta es la 2.ª película en que Otávio Augusto e Chico Díaz actúan juntos. La anterior fue Doces Poderes (1997);[12]
- Durante la preparación de la película Lagemann dejó una entrevista para un periódico carioca con el título "Um cineasta à procura de Maria" en que dio un apartado de correo postal. Llegó información de 700 chicas, entre las que estaba Fernanda Carvalho.[7]
- Rudi Lagemann pidió la ayuda de los actores en la escena del arrastre, ya que el guion no indicaba si Inês tenía que perder o mantener su orgullo. En los ensayos Bianca Comparato mostró su visión y Lagemann escogió la solución que aparece en el film.[13]